# Rainy days never stays
「Rainy days never stays」（レイニーデイズネバーステイズ）は、2002年7月31日に発売されたthe brilliant greenの13枚目のシングル。発売元は、デフスターレコーズ。

## 解説
再始動シングル第二弾。

## 収録曲
1. Rainy days never stays
（作詞:川瀬智子 作曲:奥田俊作 編曲:the brilliant green）
2. MOLDY HOLE!!
（作詞:川瀬智子 作曲:奥田俊作 編曲:the brilliant green）
3. Wishing you
（作詞:川瀬智子 作曲:松井亮 編曲:the brilliant green）

## 収録アルバム
- THE WINTER ALBUM (#1、アルバムバージョン)
- complete single collection '97-'08 (#1)